# Больше-Коровинский район
Больше-Коровинский район — административно-территориальная единица в составе Московской и Рязанской областей, существовавшая в 1929—1956 годах. Центр — село Большое Коровино.
Больше-Коровинский район был образован в 1929 году в составе Коломенского округа Московской области. В состав район вошли следующие сельсоветы бывшей Рязанской губернии:
- из Бахмачевской волости Рязанского уезда: Ходяйновский
- из Зарайской волости Зарайского уезда: Бараковский, Верейкинский, Железницкий, Китаевский, Лобковский, Лошатовский, Николо-Кобыльский, Синьковский
- из Коровинской волости Зарайского уезда: Больше-Жоковский, Больше-Коровинский, Болше-Фурсовский, Борисовский, Гудиловский, Летниковский, Лялинский, Малышевский, Мельгуновский, Мотовиловский, Надежинский, Некрасовский, Низковский, Окуньковский, Осовский, Остроуховский, Перекальский, Перепечинский, Петровский, Поливановский, Рудневский, Сапково-Высельский, Ситьковский, Студенецкий, Субботинский, Токаревский, Щекотовский.

20 мая 1930 года из Захаровского района в Больше-Коровинский был передан Сапковский с/с.
30 июля 1930 года в связи с ликвидацией окружной системы в СССР Больше-Коровинский район перешёл в прямое подчинение Московской области.
14 декабря 1934 года был упразднён Надежинский с/с.
20 марта 1936 года был упразднён Гудиловский с/с. 19 июня из Захаровского района в Больше-Коровинский был передан Орельевский с/с.
26 сентября 1937 года Больше-Коровинский район вошёл в состав Рязанской области.
По данным 1945 года Больше-Коровинский район делился на 36 сельсоветов: Бараковский, Больше-Жаковский, Больше-Коровинский, Борисовский, Больше-Фурасовский, Верейкинский, Железницкий, Китаевский, Летниковский, Лобковский, Лошатовский, Лялинский, Малышевский, Мельгуновский, Мотовиловский, Некрасовский, Низковский, Николо-Кобыльский, Окуньковский, Орельевский, Осовский, Остроуховский, Перекальский, Перепечинский, Петровский, Поливановский, Руденовский, Сапковско-Высельский, Сапковский, Синьковский, Ситьковский, Студенецкий, Субботинский, Токаревский, Ходяйковский и Щетковский.
В 1956 году Больше-Коровинский район был упразднён, а его территория передана в Захаровский район.